# إلياهو حكيم
إلياهو حكيم (بالعبرية: אליהו חכים) (2 يناير 1925 ـ 22 مارس 1945) هو عضو في عصابة ليحي الصهيونية. أُعدم في مصر لضلوعه سنة 1944 في اغتيال الوزير البريطاني المقيم بالشرق الأوسط اللورد موين.

## حياته

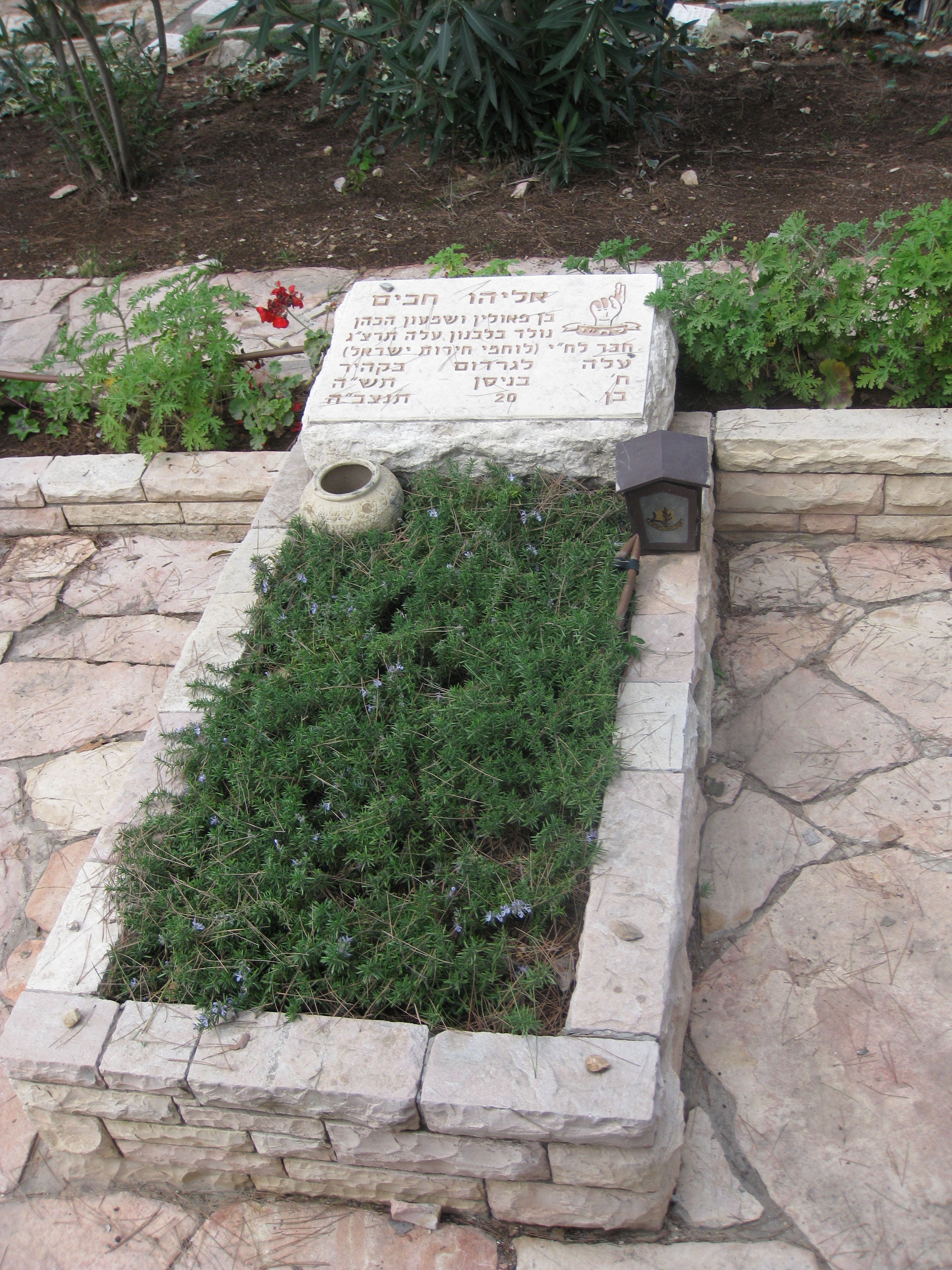
قبر إلياهو حكيم في جبل هرتسل

ولد حكيم في بيروت لأسرة يهودية لبنانية، ثم هاجر مع أسرته إلى فلسطين الانتدابية وهو في السابعة من عمره، حيث نشأ في حيفا.
التحق حكيم في مراهقته بعصابة ليحي (شتيرن)، ثم تطوع في الجيش البريطاني أثناء الحرب العالمية الثانية، ولما أُرسل إلى مصر، هرب من الجيش البريطاني لمواصلة نشاطه المعادي لبريطانيا لحسا عصابة ليحي.
في سنة 1944، شارك حكيم في محاولة فاشلة لاغتيال المندوب السامي البريطاني في فلسطين هارولد ماكميلان، حيث كمن هو ورفاقه لسيارة ماكميلان، غير أنهم لم يتمكنوا من قتله، بل ألحقوا به جرحًا طفيفًا، كما ألحقوا بسائقه جرحًا بالغًا.

## اغتيال اللورد موين
في 6 نوفمبر 1944، نجح حكيم وإلياهو بيت زوري في اغتيال اللورد موين بالقاهرة، غير أنه لم يلبث أن أُلقي القبض على الإثنين وهما يحاولان الفرار على دراجتين وحوكما أمام محكمة عسكرية، فحُكم عليهما بالإعدام شنقًا، ونُفذ الحكم فيهما في القاهرة في 22 مارس 1945.
وبعد 27 عامًا من إعدام بيت زوري وحكيم، ضغط إسحاق شامير (وهو الذي كان قد أرسلهما لتنفيذ مهمة الاغتيال بصفته قائدهما في ليحي) على حكومة حزب العمل بزعامة إسحق رابين لاستعادة رفاتهما كجزء من صفقة تبادل أسرى بين مصر وإسرائيل بعد حرب أكتوبر 1973. وقد أثمر هذا الضغط، فسلمت مصر في 25 يونيو 1975 رفات الرجلين إلى إسرائيل مقابل حوالي 25 أسيرًا عربيًا كانوا في سجون إسرائيل. وقد دُفنا في جبل هرتزل في جنازة عسكرية.
وقد أُطلق اسم حكيم على أحد شوارع مدينة حيفا.